# گلین (همسر عباس میرزا)
گلین‌خانم (درگذشته ۱۲۷۳ قمری) همسر عقدی عباس میرزا (ولیعهد فتحعلی شاه) و ملکه مادر محمدشاه قاجار بود. او همچنین سومین زنی بود که در دوره قاجار لقب مهد علیا را داشت. گلین خانم به عنوان یکی از زنان قدرتمند و متشخص دوران قاجار شناخته می‌شود.

## زندگی

### نسب و خانواده
گلین‌خانم که نامش در منابع نیامده اما به گلین‌خانم مشهور است، دختر محمدخان دولو قاجار بیگلربیگی و خواهر الله‌یار خان آصف‌الدوله، یکی از رجال مهم و تاثیرگذار دوره قاجار بود. او همچنین خواهر گوهر خانم بود که از همسران فتحعلی شاه محسوب می‌شد. گلین خانم در سال ۱۲۱۷ قمری با عباس میرزا ازدواج کرد. این ازدواج به توصیه آقامحمدخان قاجار برای حل اختلاف دیرینه بین شاخه‌های قدرتمند دولو و قوانلو انجام شد. او پس از ازدواج با عباس‌میرزا گلین‌خانم نامیده شد که این واژه در زبان ترکی به معنای عروس خاندان است.

### ازدواج و فرزندان
مراسم ازدواج گلین خانم و عباس میرزا با شکوه فراوانی برگزار شد و به مدت هفت شبانه روز مردم در سراسر ایران به جشن و شادی پرداختند. این ازدواج باعث تقویت روابط بین خاندان‌های دولو و قاجار شد. محمدمیرزا که پادشاه بعدی قاجار بود، بهمن میرزا، قهرمان میرزا و بیگم خانم از فرزندان این ازدواج بودند. در منابع، نام کوچک گلین خانم در منابع تاریخی ذکر نشده است و او را تنها با القاب مختلف مانند «مهد علیا» یا «والده شاه مرحوم» یاد کرده‌اند.

### نقش سیاسی و اجتماعی
برخلاف مهد علیای اول، آسیه خانم (مادر عباس میرزا)، که خود از نظر شخصیت مقتدر بود، قدرت گلین خانم بیشتر از طریق ارتباطات خانوادگی‌اش به دست آمده بود. الله‌یار خان آصف‌الدوله، برادر او، از جمله رجال قدرتمند سیاسی آن زمان بود و در مواقع نیاز از نفوذ خود برای حمایت از خواهرش بهره می‌برد.
در جریان جنگ‌های ایران و روسیه، زمانی که تبریز در خطر حمله قرار داشت، گلین خانم به همراه فرزندانش به دستور فتحعلی شاه از تبریز خارج و به خمسه منتقل شدند. این اقدام در راستای حفظ امنیت خانواده ولیعهد صورت گرفت.
پس از مرگ عباس میرزا در سال ۱۲۴۹ قمری، گلین خانم همچنان در تبریز اقامت داشت. با رسیدن محمدمیرزا به سلطنت و تبدیل شدن او به محمدشاه قاجار، نقش گلین خانم به عنوان مادر شاه اهمیت بیشتری پیدا کرد. او تلاش کرد تا قدرت و نفوذ فرزندان دیگر خود، به ویژه بهمن میرزا و قهرمان میرزا، را نیز تقویت کند. با این حال، محمدشاه درایت بیشتری از خود نشان داد و در نهایت ناصرالدین میرزا، فرزند محمدشاه، را به عنوان ولیعهد تعیین کرد.

### درگذشت
گلین خانم پس از جلوس ناصرالدین شاه به عنوان شاه قاجار، دیگر نقشی در قدرت ایفا نکرد و بیشتر به زندگی شخصی خود پرداخت. او در سال ۱۲۷۳ قمری درگذشت و در حرم فاطمه معصومه در قم به خاک سپرده شد.

## اهمیت تاریخی
گلین خانم به عنوان یکی از زنان برجسته دوره قاجار، نقش مهمی در تحکیم روابط بین خاندان‌های قدرتمند و همچنین در مسائل سیاسی زمان خود داشت. اگرچه او به اندازه دیگر زنان قاجاری مانند، ملک‌جهان خانم، مادر ناصرالدین شاه، شناخته‌شده نیست، اما تأثیر او بر سیاست‌ها و وقایع دوره قاجار غیرقابل کتمان است.